# Медведовка (Брянская область)
Медведовка (Медведевка) — посёлок в Гордеевском районе Брянской области, в составе Гордеевского сельского поселения. Расположен в 4 км к юго-западу от деревни Завод-Корецкий. Население — 22 человека (2010).

## История
Основан в 1920-х гг.; по переписи 1926 года преобладало белорусское население. До 2005 года входил в Заводо-Корецкий сельсовет.
| Годы      | 1926 | 1979 | 1989 | 2002 | 2010 |
| --------- | ---- | ---- | ---- | ---- | ---- |
| Население | 153  | 135  | 98   | 60   | 22   |